# 미그로 은행
미그로 은행(독일어: Migros Bank 미그로 방크[*])는 고틀리프 두트바일러가 1958년에 설립한 스위스 은행으로 미그로 협동조합 연합에 속해 있다. 스위스에 67개 지점이 있다. (2008년에서 2016년 사이에 20개 신규 지점)
2015년에 420억 스위스 프랑의 대차대조표와 2억 2,600만 달러의 소득을 가지고 있다.
2020년 4월 미그로 은행은 독일 고객이 탈세를 허용했다는 혐의를 해결하기 위해 독일 사법 당국에 약 240만 유로를 지불하는 데 동의했다.